# Resorpcja w nerkach
Resorpcja w nerkach (wchłanianie zwrotne) – drugi etap tworzenia się moczu. Z moczu pierwotnego do krwi powraca wiele ważnych i cennych substancji dla organizmu. Resopcja zachodzi w kanalikach nefronów. Proces przebiega bardzo intensywnie, gdyż kanaliki nefronów otacza gęsta sieć włosowatych naczyń krwionośnych. Wchłanianiu zwrotnemu podlegają: znaczna część wody, soli mineralnych, witamin, glukoza, aminokwasy, jony niektórych pierwiastków i innych składników odżywczych zawartych w moczu pierwotnym. Dzięki temu zagęszcza się mocz oraz zmienia się jego skład. W wyniku wchłaniania zwrotnego powstaje ok. 1,5 litra moczu ostatecznego na dobę. Skład moczu ostatecznego to: woda - ok. 95%, związki organiczne (m.in. mocznik i barwniki moczu) - ok. 2,5%, sole mineralne (w większości chlorek sodu) - ok. 1,5%. 

## Rodzaje resorpcji
- resorpcja obowiązkowa (obligatoryjna) – zachodzi w kanalikach krętych proksymalnych; woda wchłaniana jest przez dyfuzję, a glukoza, aminokwasy i sole mineralne poprzez transport aktywny
- resorpcja nieobowiązkowa (fakultatywna) – zachodzi w kanalikach krętych dystalnych; wchłanianie wody i soli mineralnych jest zależne od aktualnych potrzeb organizmu.

Przeczytaj ostrzeżenie dotyczące informacji medycznych i pokrewnych zamieszczonych w Wikipedii.